# Cầu Hạc Trì
Cầu Hạc Trì là một cây cầu bắc qua sông Lô tại thành phố Việt Trì, tỉnh Phú Thọ, Việt Nam.
Cầu nằm trên Quốc lộ 2, cách cầu Việt Trì khoảng 300 m về phía thượng lưu, kết nối phường Bạch Hạc và xã Sông Lô.
Cầu Hạc Trì có chiều dài 856,1 m, chiều rộng là 24 m, gồm 4 làn xe cơ giới và 2 làn xe hỗn hợp, tốc độ thiết kế là 80 km/h.
Công trình có tổng mức đầu tư hơn 1.900 tỷ đồng, trong đó chi phí xây dựng là 1.104 tỷ đồng, được đầu tư theo hình thức BOT. Cầu được khởi công vào ngày 30 tháng 11 năm 2013 và thông xe vào ngày 19 tháng 5 năm 2015.